# 2010 en aéronautique
Chronologie de l'aéronautique
- 2006
- 2007
- 2008
- 2009
- 2010
- 2011
- 2012
- 2013
- 2014

Cet article présente les faits marquants de l'année 2010 en aéronautique.

## Événements

### Janvier
- Vendredi 1er janvier 2010, États-Unis : Northwest Airlines fusionne officiellement avec Delta Air Lines pour ainsi former la plus grande compagnie aérienne du monde[1].
- Dimanche 3 janvier 2010, Allemagne : un Boeing 737-800 d'Air Berlin dérape de la piste au décollage à l'aéroport de Dortmund[2],[3].
- Jeudi 7 janvier 2010, États-Unis : Boeing annonce ses résultats de l'année 2009 : l'avionneur a livré 481 appareils commerciaux et a reçu 142 commandes nettes (263 commandes brutes, moins 121 annulations)[4].
- Dimanche 10 janvier 2010, États-Unis : un Airbus A319 d'United Airlines effectue un atterrissage d’urgence à l'aéroport international Newark Liberty dû à un train d’atterrissage défectueux, aucun blessé sur les 53 personnes à bord[5],[6].
- Mardi 12 janvier 2010, Europe : Airbus annonce ses résultats pour l'année 2009 : l'avionneur européen a livré 498 appareils commerciaux et a reçu 311 commandes brutes[4].
- Mercredi 13 janvier 2010, Allemagne : la compagnie aérienne allemande Blue Wings cesse ses opérations.
- Jeudi 14 janvier 2010, Togo : la compagnie aérienne Asky effectue son vol inaugural. Les premiers vols commerciaux débutent le lendemain.

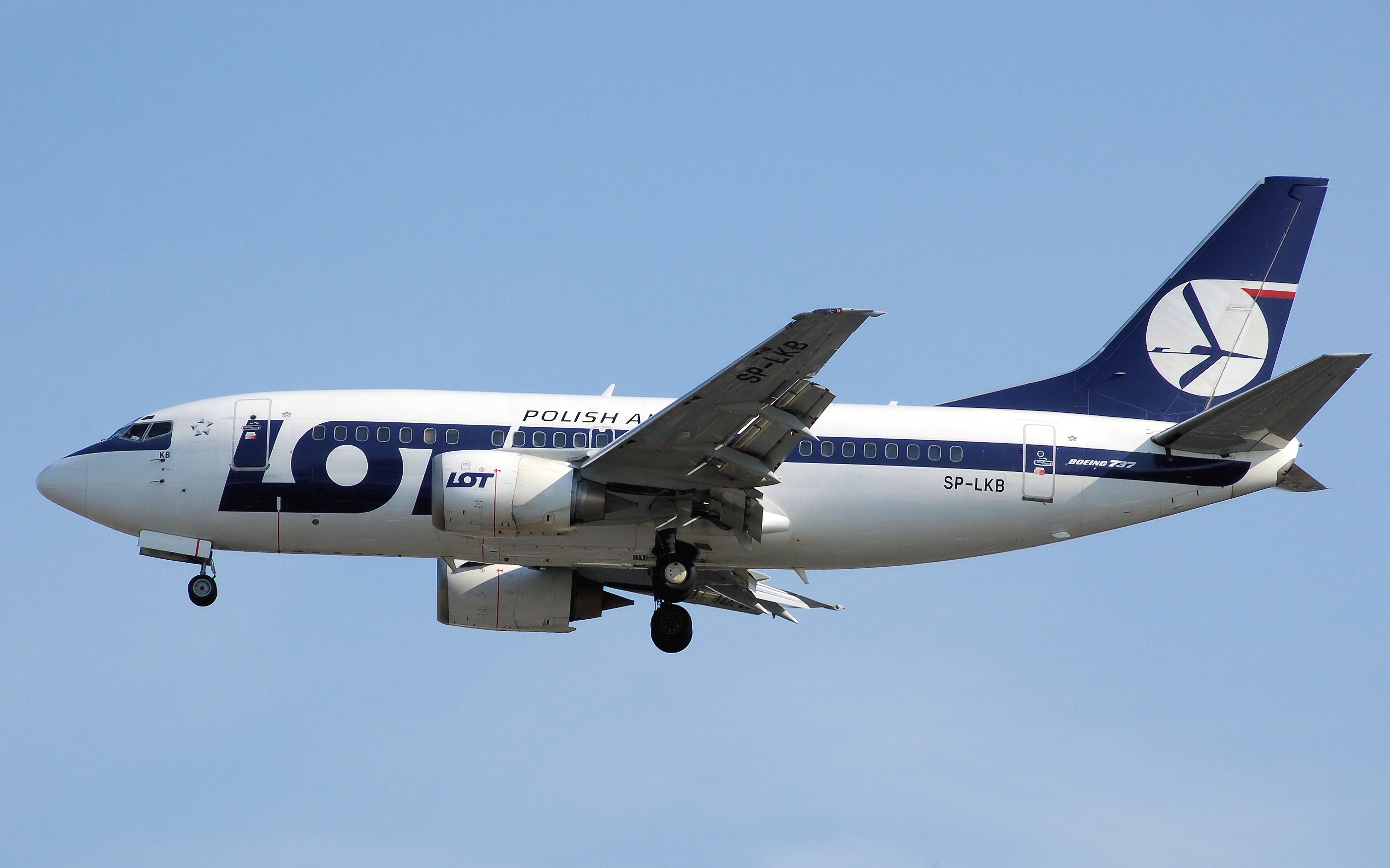
Boeing 737-500 de LOT Polish Airlines

- Samedi 16 janvier 2010, Russie : le train d'atterrissage avant d'un Boeing 737-500 d'UTair s'affaisse sur la piste à l'aéroport international de Vnoukovo[7].
- Lundi 18 janvier 2010, Allemagne : Airbus livre son 6000e appareil, un A380 aux couleurs de la compagnie Emirates.
- Mardi 19 janvier 2010, Japon : Japan Airlines, la compagnie aérienne nationale japonaise, se déclare en cessation de paiements.
- Mercredi 20 janvier 2010, Maroc : un hélicoptère de la Gendarmerie royale — de type Gazelle — s'est écrasé dans la nuit de mardi à mercredi au cours d'un entraînement au vol en formation, près de la localité de Sidi Allal El Bahraoui. L'hélicoptère a été contraint de faire un atterrissage d'urgence dans la forêt de la Maâmora « mais ses pales ont touché les arbres et provoqué sa chute brutale ». Ses deux occupants ont été tués[8].
- Jeudi 21 janvier 2010, Luxembourg : un Boeing 747-400F de Cargolux, opérant le vol 7933 heurte une camionnette lors de son atterrissage sur la piste 24 de l'aéroport de Luxembourg-Findel. L'accident ne fait qu'un blessé léger, le conducteur du véhicule. Il est dû à des erreurs de communications de la part des contrôleurs aériens.
- Vendredi 22 janvier 2010, États-Unis : célébration du 40e anniversaire de la mise en service du Boeing 747 par la Pan Am sur sa ligne New York - Londres, le 22 janvier 1970[9].
- Dimanche 24 janvier 2010, Iran : un Tupolev Tu-154 de Taban Airlines prend feu à l'atterrissage à l'aéroport international Shahid Hashemi Nejad, 46 blessés sur 157 passagers[10].
- Lundi 25 janvier 2010, Liban : un Boeing 737-800 d'Ethiopian Airlines reliant Beyrouth à Addis-Abeba s'abîme au large du Liban, faisant 90 morts soit 83 passagers et 7 membres d'équipage[11].
- Mardi 26 janvier 2010, Japon : Premier vol du Kawasaki C-2.
- Mercredi 27 janvier 2010
  - États-Unis : Boeing annonce ses résultats pour 2009 et ses prévisions pour 2010. Les résultats sont meilleurs que prévu avec 481 livraisons d'avions civils et la société prévoit une légère baisse des livraisons en 2010, avec notamment les premières livraisons du 787 et du 747-8[12].
  - Nigeria : Crash d'un avion de la marine nigériane près de la ville pétrolière de Port Harcourt (sud), tuant les quatre personnes qui se trouvaient à bord, dont deux pilotes.
- Jeudi 28 janvier 2010, Tchad : un Boeing 737 de la compagnie Ethiopian Airlines en route pour Addis-Abeba avec 150 passagers à bord a atterri en urgence dans la soirée à N'Djamena pour un « problème de radar ». Selon des passagers, l'avion avait déjà dû faire « demi-tour » après avoir quitté Dakar à cause d'un « problème d'électricité »[13].

Sukhoi T-50_(PAK-FA)

- Vendredi 29 janvier 2010, Russie : Soukhoï annonce que le T-50, premier avion de combat russe entièrement nouveau depuis l'effondrement de l'Union soviétique, a réalisé son premier vol[14].

### Février
- Lundi 1er février 2010, États-Unis : Delta Air Lines annonce avoir terminé l'intégration de Northwest Airlines dans son groupe. Le dernier vol sous le code de Northwest Airlines a eu lieu le 30 janvier; NW2470 reliant Los Angeles à Las Vegas[15].
- Lundi 8 février 2010, États-Unis : premier vol du Boeing 747-8[16].

- Mardi 9 février 2010 :

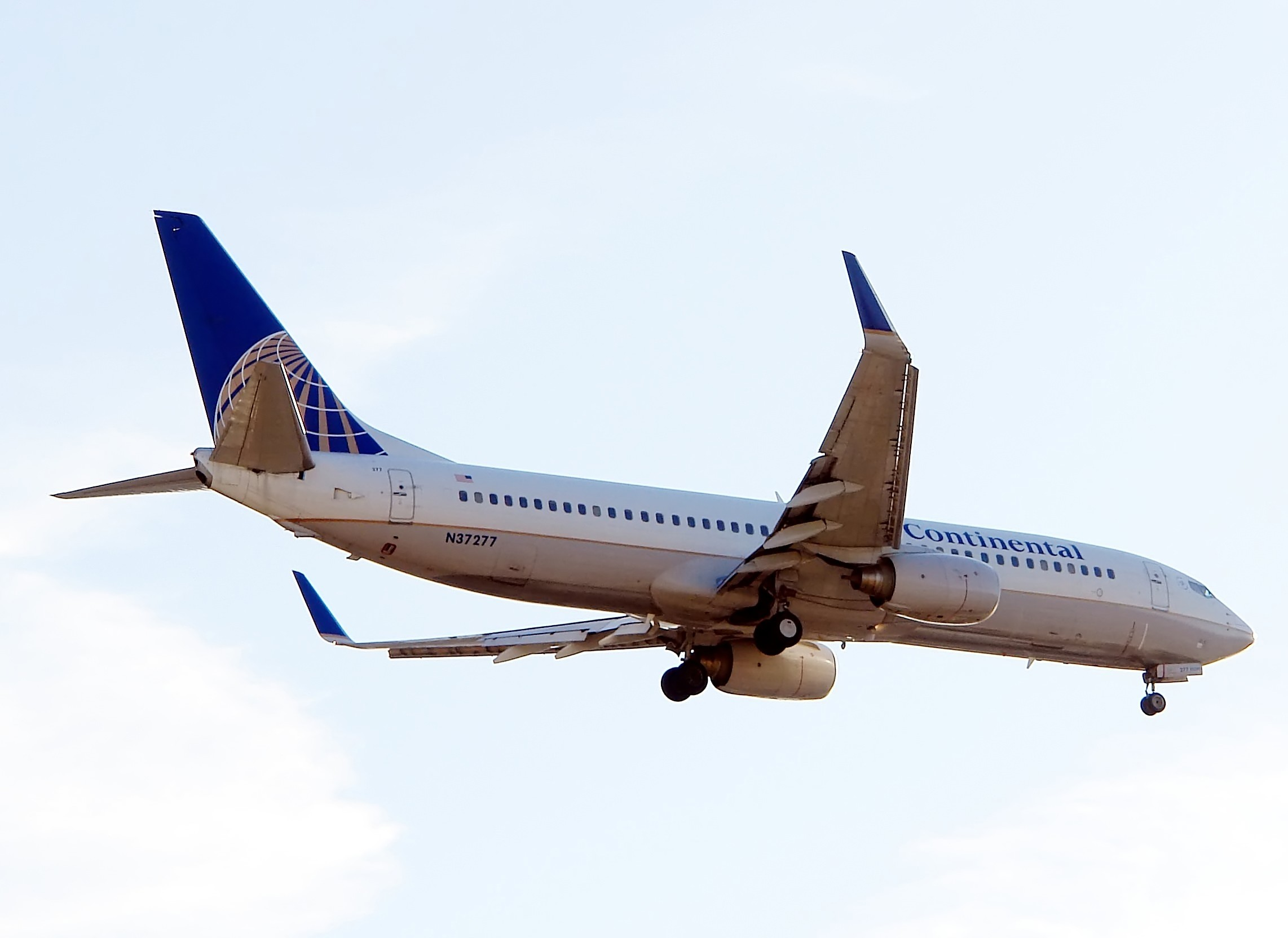
Boeing 737-800 de Continental Airlines

  - Japon : Japan Airlines annonce qu'elle restera dans l'alliance Oneworld[17],[18].
  - Liban : le Boeing 737-800 d'Ethiopian Airlines qui s'est abîmé au large du Liban le 25 janvier avec 90 personnes à bord « a explosé en vol et sa carlingue, ainsi que les [corps] des personnes à bord se sont dispersés en mer, en différents lieux » juste après son décollage de l'aéroport de Beyrouth. « Les corps repêchés en premier étaient intacts » mais par la suite, « des membres de corps ou des corps défigurés » ont été remontés ce qui indique que l'avion a explosé. Un responsable du ministère de la Défense avait affirmé le jour de l'accident que le Boeing s'était désintégré en quatre morceaux avant de s'abîmer, alors que d'autres autorités avaient immédiatement écarté l'hypothèse d'un « acte de sabotage »[19].
- Jeudi  11 février 2010 : le ministre de l'Information libanais, Tarek Mitri, assure qu'il n'y a « absolument aucune preuve » attestant la thèse d'« un acte de sabotage ou un acte terroriste » contre le Boeing 737-800 d'Ethiopian Airlines qui s'est abîmé en mer le 25 janvier avec 90 personnes à bord, tout en appelant à éviter les conclusions hâtives tant que l'enquête était en cours.
- États-Unis, l'US Army détruit un missile balistique avec un laser installé à bord d'un Boeing 747-400F, une première.
- Mardi 23 février 2010, Inde : Kingfisher Airlines annonce qu'elle joindra l'alliance Oneworld en 2011[20].

### Mars
- Mercredi 3 mars 2010 : la police arrête un pilote volant sans licence depuis 13 ans, lors de son arrestation il s'apprêtait à décoller à bord d'un Boeing 737-400.
- Jeudi 4 mars 2010, France : l'ATR 42-600 effectue son premier vol à Toulouse. Durant ces deux heures qu'ont durées ce premier vol, des tests ont été effectués sur les performances du moteur et sa nouvelle avionique, ainsi que sur les systèmes hydrauliques et électriques et l'équilibrage des hélices[21].
- Lundi 8 mars 2010, États-Unis : Northrop Grumman annonce qu'il ne répondra pas à l'appel d'offres ouvert par l'armée américaine concernant le renouvellement de sa flotte de ravitailleurs en vol[22].
- Mardi 9 mars 2010, Europe : EADS annonce ses résultats pour l'année 2009, avec une perte de 763 millions d'euros, pénalisé par plus de deux milliards d'euros de provisions faits pour les programmes A400M et A380[23].
- Jeudi 11 mars 2010, Japon : inauguration du troisième aéroport du Grand Tōkyō, l'aéroport d'Ibaraki[24].
- Jeudi 18 mars 2010, Chine : l'AVIC AC313, un hélicoptère de transport lourd de conception chinoise, effectue un vol inaugural de 25 minutes à partir de l'aéroport de Jingdezhen[25].
- Samedi 20 mars 2010, Royaume-Uni : grève de 72h du personnel navigant commercial chez British Airways[26].
- Dimanche 21 mars 2010 : Riccardo Mortara bat le record du tour du monde sans escale à bord de son Rockwell Sabreliner 65 en 57h54.
- Lundi 29 mars 2010, Inde : premier vol du démonstrateur technologique du HAL Light Combat Helicopter.
- Mercredi 31 mars 2010 :
  - Canada : la compagnie aérienne charter canadienne Skyservice déclare en faillite[27].
  - Nigeria : un homme a foncé en voiture contre la double rangée de barrières, gardées par les hommes des forces aériennes, pour pénétrer dans le parc de stationnement des avions privés de l'aéroport « Margaret Ekpo » de Calabar, parvenant jusqu'à un Boeing de la compagnie locale Arik Air. Il n'y a pas eu de blessés alors que des passagers étaient en voie d'embarquement pour un vol vers Lagos. L'homme, un déséquilibré, a été arrêté mais son véhicule ne transportait pas d'explosif[28].
  - Union européenne : les compagnies aériennes des Philippines et du Soudan sont désormais sur la liste des compagnies aériennes qui font l'objet d'une interdiction d'exploitation dans l'Union européenne[29].

### Avril
- Lundi 4 avril 2011, République démocratique du Congo : un avion Fokker 100 de la MONUSCO s'est écrasé lors de son atterrissage à l'aéroport de Kinshasa, faisant 32 morts[30].
- Mercredi 7 avril 2010, Suisse : premier vol de l'avion solaire Solar Impulse piloté par Bertrand Piccard.
- Jeudi 8 avril 2010, Royaume-Uni : British Airways et Iberia signent un accord officialisant leur fusion, pour ainsi devenir la seconde compagnie aérienne en Europe, en nombre de passagers transportés[31].
- Vendredi 9 avril 2010, Union européenne : l'Airbus A330-200F est certifié par l'EASA pour les deux versions équipées de moteurs Pratt & Whitney PW4000 et Rolls-Royce Trent 700[32].

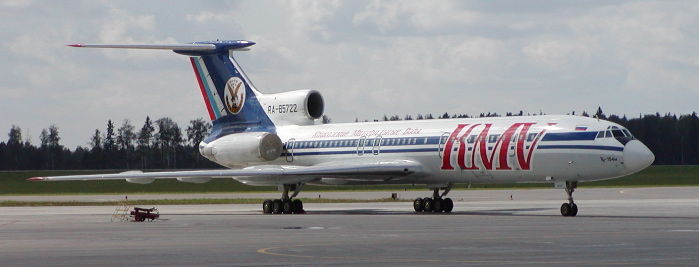
KMV Avia Tu-154

- Samedi 10 avril 2010, Russie : le Tupolev Tu-154 présidentiel polonais s'écrase au nord de Smolensk en Russie[33].
- Mardi 13 avril 2010, France : un Alphajet de la Patrouille de France s'écrase dans le Vaucluse. Le pilote est vivant.
- Mercredi 14 avril 2010, Islande : l'éruption de l'Eyjafjöll provoque l'interruption des vols commerciaux et d'une partie des vols de tourisme sur une grande partie de l'Europe, les avions risquant d'être affectés par le nuage de cendres émis par le volcan.
- Jeudi 22 avril 2010, États-Unis : premier lancement de la navette spatiale automatique Boeing X-37.
- Dimanche 25 avril 2010, Irak : Iraqi Airways reprend ses vols commerciaux vers Londres via Malmö après plus de 20 ans d'absence[34].
- Mercredi 28 avril 2010, Ukraine : l'Antonov An-158, version allongée du bi-réacteur An-148, effectue un premier vol d'une heure et demie, avec deux semaines d'avance sur le planning[35].

### Mai
- Lundi 3 mai 2010, États-Unis : United Airlines et Continental Airlines fusionnent pour 3 milliards de dollars, pour ainsi former la plus grande compagnie aérienne mondiale, devant Delta Air Lines. La nouvelle compagnie aérienne sera baptisé United et les avions garderont la livrée de Continental Airlines. La compagnie aura son siège social à Chicago[36],[37].
- Lundi 10 mai 2010, États-Unis: Boeing dévoile son drone furtif Boeing Phantom Ray.
- Mercredi 12 mai 2010, Libye : le vol 771 Afriqiyah Airways s'écrase à l'aéroport international de Tripoli, faisant 103 morts et un seul survivant[38].
- Jeudi 13 mai 2010, Brésil : TAM Linhas Aéreas devient la 27e compagnie aérienne à rejoindre Star Alliance[39],[40].
- Vendredi 14 mai 2010, Chine : China Southern Airlines devient la première compagnie aérienne asiatique pour le nombre de passagers transportés et la quatrième au niveau mondial, selon SkyTeam[41].
- Lundi 17 mai 2010, Afghanistan : un Antonov An-24 de la Pamir Airways s'écrase près de l'aéroport de Kaboul, tuant les 44 personnes à bord.
- Mercredi 19 mai 2010, Allemagne : Lufthansa reçoit son premier Airbus A380. Prénommé "Frankfurt am Main", l'Airbus A380 de 526 sièges sera inauguré le 11 juin 2010 sur la route Francfort-Tōkyō[42].
- Samedi 22 mai 2010, Inde : Le Vol 812 Air India Express s'écrase à l'aéroport international de Mangalore faisant 158 morts et 8 survivants[43].
- Mardi 25 mai 2010, États-Unis : American Airlines inaugure finalement son vol Chicago-Pékin après plusieurs mois de retard[44].
- Mercredi 26 mai 2010, États-Unis :
  - Continental Airlines annonce la première route aérienne avec le Boeing 787 entre Houston-Auckland pour le 16 novembre 2011(si approuvé par le DOT)[45].
  - Le Boeing X-51A a battu le record du monde de vitesse en vol pour un avion avec un statoréacteur à combustion supersonique : 3 min 30 s à Mach 5.

### Juin
- Dimanche 6 juin 2010, France et Israël : un Mooney M20J bat le record de distance pour un avion monomoteur ; il a relié Cannes à Tel Aviv, 2833 km, en 9h58 avec une vitesse moyenne de 253 nœuds.
- Mercredi 9 juin 2010, Viêt Nam : Vietnam Airlines intègre l'alliance SkyTeam[46].
- Jeudi 10 juin 2010, Union européenne : Airbus annonce un contrat de 11,7 milliards de dollars (9,64 milliards d'euros) concernant son Airbus A380. En effet, Emirates a passé commande de 32 exemplaires supplémentaires du « superjumbo » lors du Salon aéronautique international de Berlin. La commande totale d'A380 par Emirates monte donc à 90 exemplaires. C'est le plus gros contrat, en valeur, jamais passé pour un seul type d'appareil[47].
- Dimanche 13 juin 2010, Afrique du Sud : un avion atterrit d'urgence et sans roues sur l'aéroport de Lanseria, au nord-ouest de Johannesburg. L'appareil transportait quatorze journalistes de la chaîne al-Jazira, venus couvrir la Coupe du monde de football, et deux membres d'équipage[48].
- Samedi 19 juin 2010, Cameroun : l'avion d'une compagnie minière, un Casa C212 (en) d'Aero-Services, transportant onze personnes entre Yaoundé et Yangadou est porté disparu. Il est retrouvé deux jours après au Congo sans survivant.
- Lundi 25 juin 2010, Roumanie : Tarom intègre l'alliance SkyTeam[49].
- Mercredi 30 juin 2010, Grèce : Aegean Airlines devient la 28e compagnie aérienne à rejoindre Star Alliance[50].

### Juillet
- Lundi 19 juillet 2010, Royaume-Uni : ouverture du Salon aéronautique de Farnborough jusqu'au 25 juillet[51].
- Mardi 20 juillet 2010, États-Unis : American Airlines, British Airways et Iberia  obtiennent l'accord du DOT sur leur coopération transatlantique pour la création d'une joint venture pour ainsi gérer les vols entre l'Amérique du Nord et l'Europe[52].
- Vendredi 23 juillet 2010, Afrique du Sud : un hélicoptère des forces de police s'est écrasé  dans un champ près de la ville de Witbank, après avoir été appelés en renfort sur une scène d'attaque à main armée, causant la mort de 7 policiers membres de l'unité d'intervention rapide[53].
- Mardi 27 juillet 2010, Allemagne : Air Berlin annonce qu'elle rejoindra l'alliance Oneworld début 2012[54].
- Mercredi 28 juillet 2010, Pakistan : le vol 202 d'Airblue s'écrase près d’Islamabad faisant 152 morts[55].
- Mercredi 28 juillet 2010 : Le 28 juillet 2010, Un C-17 Globemaster de l'US Air Force s'écrase sur la Elmendorf Air Force Base, en Alaska, lors d'un vol d'entraînement, tuant les quatre membres d'équipage. Une erreur du pilote serait la cause de l'accident selon un rapport militaire d'investigation.
- Vendredi 30 juillet 2010, Chine : Shanghai Airlines annonce qu'elle quittera Star Alliance fin octobre 2010, pour ainsi fusionner avec China Eastern Airlines qui rejoindra bientôt SkyTeam[56].

### Août
- Mardi 3 août 2010, Mexique : Mexicana se déclare officiellement en cessation de paiements, tout en continuant d'assurer ses vols intérieurs[57].
- Samedi 4 septembre 2010, Nouvelle-Zélande : neuf personnes, dont quatre Européens, ont été tuées dans le crash d'un avion de tourisme Fletcher, de la compagnie « Skydive New Zealand », qui s'est écrasé près d'un site touristique célèbre, le glacier Fox, un haut lieu touristique classé par l'Unesco, sur la côte ouest de l'île du Sud.
- Jeudi 12 août 2010, Azerbaïdjan : le train d'atterrissage avant d'un Airbus A319 d'Azerbaijan Airlines s'affaisse sur la piste à l'aéroport international Atatürk à Istanbul[58].
- Vendredi 13 août 2010, Chili et Brésil : LAN Airlines et TAM s'entendent pour fusionner pour ainsi devenir la plus grande compagnie aérienne d'Amérique latine. La nouvelle entité sera connue comme LATAM Airlines Group et la fusion sera complétée d'ici la mi-2011[59].
- Lundi 16 août 2010, Colombie : le vol 8250 Aires se brise en trois parties à l'atterrissage à l'aéroport international Gustavo Rojas Pinilla sur l'île de San Andrés, faisant 2 morts et 130 survivants[60],[61].
- Mardi 17 août 2010, Algérie : un hélicoptère travaillant sur des lignes électriques à haute tension s'est écrasé près de Boumerdès, faisant deux morts (un Français et un Espagnol) et un blessé espagnol. L'hélicoptère a vraisemblablement touché l'une d'elles avant de s'écraser.
- Samedi 21 août 2010, Mexique : un consortium d'investisseurs mexicains annonce l'acquisition de 95 % de Mexicana, laissant 5 % au syndicat national des pilotes[62].
- Lundi 23 août 2010 : une collision entre un Boeing 777 de la compagnie française Air Austral et un Airbus A330 de Yemenia a été évitée de justesse en début de semaine au large de Madagascar. Ce dernier volant 300 mètres plus haut, aurait entamé sa descente sur l'aéroport de Moroni sans demander l'autorisation au centre de contrôle de Tananarive[63].
- Mardi 24 août 2010, Chine : le vol 8387 Henan Airlines rate son atterrissage et s'écrase à l'aéroport de Yichun au Heilongjiang, faisant 42 morts et 54 survivants[64].
- Mercredi 25 août 2010 République démocratique du Congo : un avion de la compagnie aérienne Filair (en) s'est écrasé dans la périphérie de Bandundu causant la mort d'au moins 19 passagers mais laissant 2 survivants dont l'un mourra deux jours après. Le patron belge de la compagnie aérienne figure parmi les victimes du crash du Let-410, un bi-turbopropulseur de fabrication tchèque qu'il pilotait lui-même.
- Vendredi 27 août 2010, Afrique : selon le quotidien La Tribune, Air France-KLM va augmenter ses capacités pour la prochaine période d'hiver de l'ordre de 2 à 3 % par rapport à la même période de 2009 et compte ouvrir de nouvelles lignes (Bata, Port-Gentil) et augmenter ses fréquences (Luanda, Libreville) notamment vers l'Afrique pour lutter contre l'offensive de son concurrent Lufthansa qui se développe sur le continent. Il s'agit de la première croissance positive depuis deux ans alors que le groupe avait réduit ses capacités de plus 4 % pour faire face à la chute du trafic et des prix pendant la crise.
- Samedi 28 août 2010 :
  - Mexique : Mexicana, MexicanaClick et MexicanaLink cessent leurs vols et suspendent leurs opérations[65].
  - États-Unis : le gouvernement américain approuve la fusion de United Airlines et Continental Airlines pour ainsi devenir la première compagnie aérienne au niveau mondial, d'ici le 1er octobre passant devant Delta Air Lines[66].

### Septembre
- Lundi 20 septembre 2010, Australie : des passagers et membres d'équipage d'un vol Qantas qui avait brusquement décroché deux fois en plein ciel, poursuivent en justice Airbus et une entreprise américaine de pièces détachées, pour leur réclamer des millions de dollars. Le 7 octobre 2008, un Airbus A330-300 reliant Perth à Singapour avait par deux fois décroché en vol, causant des blessures à plusieurs passagers[67].
- Lundi 27 septembre 2010 : Eurocopter dévoile son hélicoptère ultrarapide, le X3.
- Jeudi 30 septembre 2010, Mauritanie : un Boeing 737-800 d'Air Algérie avec 95 passagers à bord, est bloqué depuis la veille à Nouakchott, « a essayé par deux fois sans succès de quitter » avant de devoir se poser à nouveau[68].

### Octobre
- Mercredi 5 octobre 2010, France : Hervé Morin annonce l'achat de drones Predator pour un engagement en Afghanistan.
- Samedi 29 octobre 2010, Royaume-Uni et Émirats arabes unis : découverte d'engins explosifs dans la soute de deux avions de transport de fret en Grande-Bretagne et Dubaï. Les colis provenaient du Yémen et étaient à destination des États-Unis.

### Novembre
- Mercredi 3 novembre 2010, Canada : le Conseil international des aéroports annonce le déménagement de son siège social de Genève à Montréal[69].
- Jeudi 4 novembre 2010, Australie : un moteur Rolls-Royce Trent 900 sur un Airbus A380 de Qantas explose au-dessus de l'île indonésienne de Batam, forçant un atterrissage d'urgence à l'aéroport Changi de Singapour[70]. La compagnie aérienne Qantas indique qu'elle allait immobiliser tous ses Airbus A380 jusqu'à l'obtention de « suffisamment d'informations concernant le vol QF32 ». Qantas, qui n'a jamais connu de crash meurtrier depuis sa création il y a 90 ans, est l'un des principaux clients de l'A380 avec six appareils en sa possession et vingt autres en commande[71].
- Vendredi 5 novembre 2010 :
  - Cuba : un ATR-72 d'Aero Caribbean s'écrase pendant un vol Santiago de Cuba - La Havane, faisant 68 morts[72].
  - France : un accord de financement sur le programme européen Airbus A400M est signé entre EADS et les pays membres de l'OCCAR[73].
- Mardi 9 novembre 2010 :
  - États-Unis : un Boeing 787 ZA002 atterrit d'urgence au Texas lors d'un vol de routine après que de la fumée a envahi la cabine de pilotage arrière. À la suite de cet incident, Boeing suspend ses vols d'essais jusqu'à nouvel ordre, pour ainsi découvrir la cause de cette dernière[74].
  - Australie : les premiers éléments de l'enquête concernant l'explosion du moteur de l'Airbus A380 montre que la compagnie Qantas sollicite davantage les moteurs mis en cause que d'autres compagnies, faisant tourner les moteurs à un régime plus élevé pour la poussée sur les vols long-courrier entre Los Angeles, Sydney et Melbourne que d'autres compagnies, comme Singapour Airlines. Cependant, les conditions de fonctionnement des moteurs sont néanmoins inférieures aux niveaux maximum prévus par les concepteur du très gros porteur. Le concepteur des moteurs mis en cause, Rolls Royce, assure avoir progressé dans la compréhension du problème[75].
- Mercredi 10 novembre 2010 :
  - Colombie : Avianca-TACA et Copa Airlines rejoindront Star Alliance en 2012[76].
  - Singapore Airlines a mis hors service trois de ses Airbus A380 après avoir découvert des fuites d'huile inhabituelles au cours des tests tandis que la Lufthansa a décidé, par précaution, de remplacer le réacteur de l'un de ses A380.
- Jeudi 11 novembre 2010 France : Nicolas Sarkozy utilise pour la première fois son avion présidentiel, un Airbus A330, pour se rendre au G20 en Corée du Sud.
- Vendredi 12 novembre 2010 :
  - Australie : un problème de réacteur a affecté un autre appareil de la compagnie australienne Qantas, un Boeing 767 avec 234 passagers à bord, obligeant l'avion, qui effectuait une liaison intérieure, Perth-Melbourne, à rebrousser chemin et à atterrir peu après son décollage. Dix minutes après son décollage l'équipage a détecté des vibrations en provenance du réacteur gauche, un moteur General Electric.
  - Rolls-Royce annonce avoir identifié la cause de l'avarie subie par le moteur Trent 900 équipant l'Airbus A380 de la Qantas qui a dû effectuer un atterrissage d'urgence la semaine dernière.
- Lundi 15 novembre 2010, Russie : S7 Airlines rejoint l'alliance Oneworld[77].
- Mercredi 17 novembre 2010, États-Unis : crash d'un F-22 Raptor en Alaska lors d'une mission d’entraînement[78].
- Vendredi 19 novembre 2010 :
  - Russie : crash d'un MiG-31 à environ 60 km de Perm[79].
  - Algérie et France : un avion militaire algérien, en provenance de Boufarik, et transportant 9 personnes, a fait une sortie de piste à l'aéroport du Bourget (France), sans faire de blessé. Cet accident pourrait être dû à une erreur de pilotage. L'aéroport Paris-Le Bourget, spécialisé dans l'aviation d'affaires, accueille plus de 70 000 mouvements annuels d'avions ou hélicoptères pour 800 destinations desservies, dont 600 à l'international.
- Dimanche 21 novembre 2010, États-Unis : à l'aéroport JFK, un Boeing 767-300 de la compagnie Delta Airlines se pose en urgence peu après son décollage, après que des flammes ont été aperçues au niveau de l'aile[80].

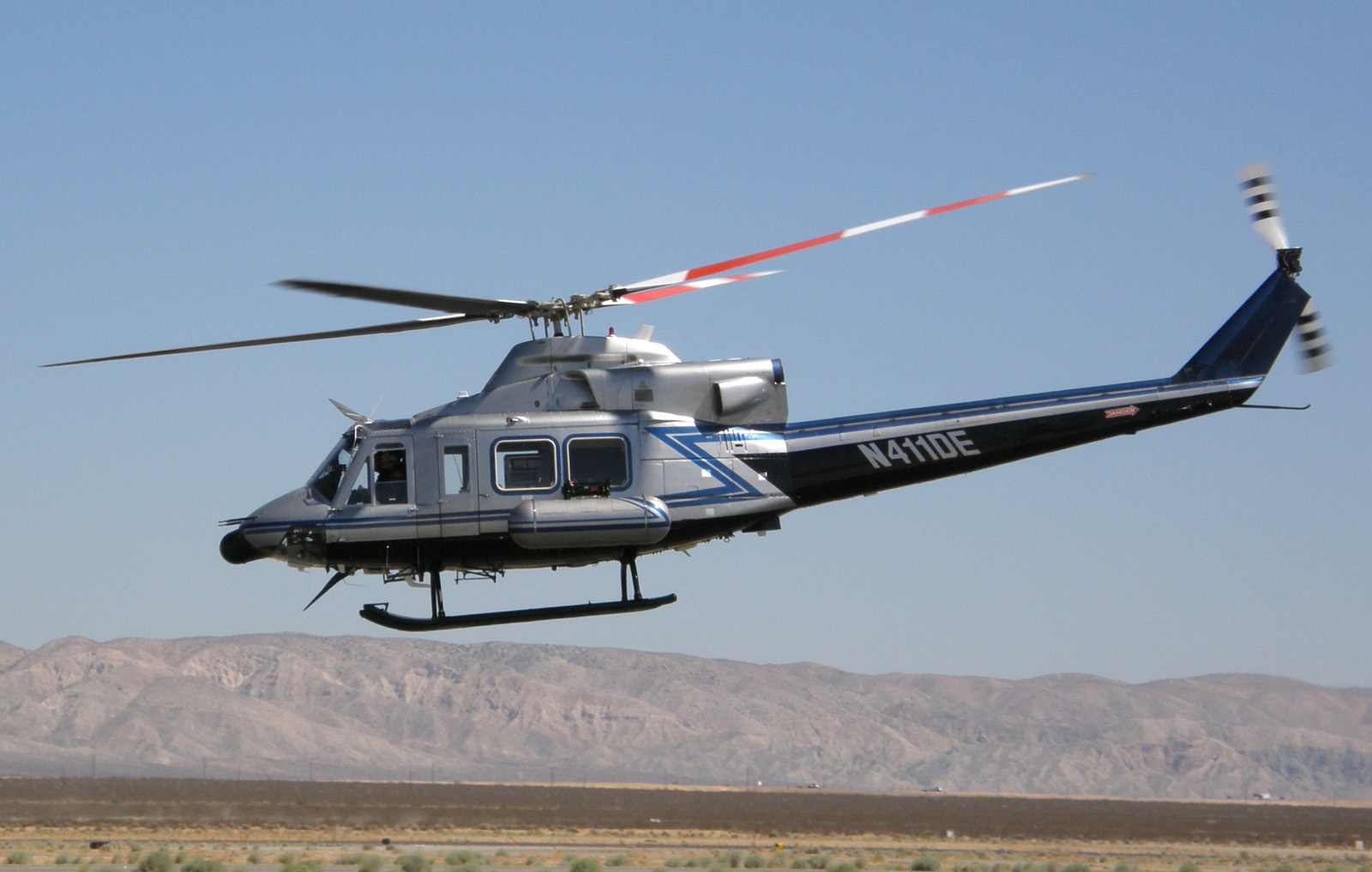
Bell 412 du département de l'énergie américaine à Mojave

- Lundi 22 novembre 2010, Cameroun : un hélicoptère de type Bell 412 de l'armée camerounaise qui avait à son bord 5 personnes s'est écrasé, à 15 km à vol d'oiseau de Yaoundé, faisant 4 morts et 1 blessé[81].

### Décembre
- Samedi 4 décembre 2010, Maroc : une centaine de passagers d'un avion de la compagnie marocaine Jet4you se sont révoltés dans la soirée avant leur départ de Toulouse-Blagnac pour Casablanca à l'annonce d'un changement de plan de vol, et ont occupé l'appareil jusqu'à dimanche matin. Les 137 passagers du vol étaient montés à bord de l'avion dont le décollage était prévu à 22h30, lorsque l'équipage leur a annoncé que l'appareil ferait deux escales imprévues, à Bordeaux et Lyon, pour prendre d'autres personnes. Les passagers ont alors refusé et ont voulu imposer à l'équipage d'assurer le vol direct. L'avion n'est finalement parti que dimanche à 18 heures[82].
- Lundi 6 décembre 2010, France : publication des conclusions à la suite de l'accident du Concorde le 25 juillet 2000, selon le tribunal, le crash serait dû à l'éclatement du pneu avant-droit à cause d'une lamelle en titane tombée d'un avion de la Continental Airlines.
- Mercredi 8 décembre 2010, Maroc : un avion bimoteur de la gendarmerie royale, de type « Descender », a disparu dans la nuit dans le sud du Maroc avec à son bord au moins cinq personnes dont deux pilotes. D'une capacité de 10 à 15 places, il assurait une liaison entre Tanger vers Ouarzazate lorsqu'il a disparu des radars[83].
- Vendredi 17 décembre 2010, Europe : la pénurie de glycol paralyse plusieurs aéroports européens en raison des chutes de neige.
- Mercredi 29 décembre 2010, Russie : premier du Tupolev Tu-204SM version modernisée du Tu-204-100[84].